# Analekti
Analekti (kitajsko 論語, pinjin Lúnyǔ, starokitajsko  [r]u[n] ŋ(r)aʔ), v prevodu Izbrani izreki, znani tudi kot Konfucijevi analekti, Konfucijevi izreki in Lun Ju, so starodavna kitajska knjiga, sestavljena iz velike zbirke izrekov in idej, pripisanih kitajskemu filozofu Konfuciju in njegovim sodobnikom. Za Analekte tradicionalno velja, da so bili napisani v obdobju vojskujočih se držav (475 pr. n. št.–221 pr. n. št.) in svojo končno obliko dobili v obdobju dinastije Han (206 pr. n. št.–220 pr. n. št.). Do zgodnje dinastije Han so Analekti veljali za komentar Petih klasik, potem pa so do konca dinastije postali eno od osrednjih besedil konfucijanstva.
Med pozno dinastijo Song (960–1279 n. š.) se je pomen Analektov kot kitajskega filozofskega dela dvignil nad pomen starejših Petih klasik in bil priznan kot ena od Štirih knjig. Analekti so bili v zadnjih 2000 letih ena najbolj branih in preučevanih knjig na Kitajskem in še danes močno vplivajo na kitajsko in vzhodnoazijsko misel in vrednote. 
Konfucij je verjel, da je blaginja države odvisna od moralne kultivacije njenih ljudi, začenši z vodstvom naroda. Verjel je, da lahko posamezniki začnejo gojiti vseobsegajoč občutek vrline skozi ren in da je najosnovnejši korak h kultiviranju rena predanost staršem in starejšim bratom in sestram. Učil je, da se posameznikovih želja ne sme zatirati, ampak da je treba ljudi vzgajati, da svoje želje uskladijo z obredi in oblikami spodobnosti, s katerimi bi lahko pokazali svoje spoštovanje do drugih in svoje odgovorne vloge v družbi. 
Konfucij je učil, da je vladarjev občutek za vrlino glavni predpogoj za vodenje države. Glavni Konfucijev cilj pri izobraževanju njegovih učencev je bil ustvariti etično kultivirane može, ki bi se držali gravitativno, pravilno govorili in v vseh stvareh kazali popolno integriteto. 

## Sklica
1. ↑  Bryan W. Van Norden. Confucius and the Analects: New Essays. Oxford University Press, 2001. str. 12. ISBN 978-0195350821.
2. ↑  Knechtges, David R.; Shih, Hsiang-ling (2010). »Lunyu 論語«.  V Knechtges, David R.; Chang, Taiping (ur.). Ancient and Early Medieval Chinese Literature: A Reference Guide, Part One. Leiden: Brill. str. 645. ISBN 978-90-04-19127-3.